# Reshiram
Reshiram is een legendarische Pokémon die alleen kan worden gevonden in de Black-versie. Deze Pokémon maakt deel uit van de vijfde generatie Pokémon. Zijn normale versie (dus niet shiny) is niet helemaal 100% wit, er zijn nog blauwe randjes aan de oren, en zijn staart is helemaal blauw van achter. Zijn vleugels hebben vier uitpuilende vingers aan de voorzijde van iedere vleugel. De geschiedenis van de Unova-regio zegt dat Reshiram uit een en dezelfde draak is ontstaan als Zekrom.
Reshiram is alleen te vangen in Black, op dezelfde manier als dat Zekrom te vangen is in White. Reshiram wordt opgeroepen door Team Plasma. Hierdoor kan de speler Reshiram verslaan of vangen. Zijn hoofdaanval heet Blue Flare; dit is een krachtige vuuraanval met een hoog critical-hit gehalte. Verder heeft Reshiram nog een hoofdaanval die Fusion Flare heet. Deze aanval wordt sterker als hij gelijktijdig wordt gebruikt met Zekrom's Fusion Bolt.
Doordat Reshiram een Vuur/Draak-soort is, is hij zwak tegenover draak-, steen- en grondtype-aanvallen. Hij is echter wel sterk tegenover gras-, draak-, insect-, ijs- en staaltype-pokemon.
Reshiram zit samen met Zekrom en Victini in de veertiende Pokémonfilm, Victini en de Zwarte Held Zekrom & Victini en de Witte Held Reshiram.